# Кастинета
Кастинета (фр. Castineta) насеље је и општина у Француској у региону Корзика, у департману Горња Корзика која припада префектури Кор.
По подацима из 2011. године у општини је живело 55 становника, а густина насељености је износила 6,01 становника/km². Општина се простире на површини од 9,15 km². Налази се на средњој надморској висини од 800 метара (максималној 1.563 m, а минималној 255 m).

## Демографија
| 1962. | 1968. | 1975. | 1982. | 1990. | 1999. | 2011. |
| ----- | ----- | ----- | ----- | ----- | ----- | ----- |
| 52    | 63    | 45    | 37    | 31    | 53    | 55    |

График промене броја становника у току последњих година